# Rosenfeld Tibor
Rosenfeld Tibor (Marosvásárhely, 1913. december 2. – Marosvásárhely, 1991. november 30.) orvos.

## Életútja
Középiskolát Gyergyószentmiklóson végzett, felsőbb tanulmányait a kolozsvári, padovai és bolognai egyetemeken folytatta, a Ferenc József Tudományegyetemen szerzett orvosi diplomát (1941). Előbb a marosvásárhelyi állami kórház sebészeti, illetve szülészet-nőgyógyászati osztályán dolgozott, majd munkaszolgálatra vitték. 1945-ben tér vissza Marosvásárhelyre: a Szülészeti-Nőgyógyászati Klinikán tanársegéd, 1948-tól adjunktus, főorvos, az OGYI Gyermekgyógyászati Karának dékánja (1951–55). 1956-ban az Észak-Koreában létesített Román Vöröskeresztes Kórházban teljesített szolgálatot. Visszatérte után folytatta oktatói tevékenységét. Az orvostudományok doktora (1975); 1976-ban nyugalomba vonult.

## Munkássága
Több mint 80 nyomtatásban megjelent szakdolgozata az Orvosi Szemlében és a koreai szaksajtóban a női nemi szervek rákos megbetegedéseire, szűrővizsgálatára, a császármetszéssel kapcsolatos megfigyelésekre és a méhelőesés műtéti kezelésére vonatkoznak.
A kőnyomatos Szülészeti jegyzetek (I-II. Marosvásárhely 1954-1959) és a Nőgyógyászati jegyzetek (I-II. Marosvásárhely 1954, 1955) társszerzője; az Obstetrică și ginecologie (1962) című egységes egyetemi tankönyv egyik fejezetének szerzője.